# Archiv Produktion
Archiv Produktion is een dochteronderneming van het Deutsche Grammophon-label.  Het werd opgericht in 1948 en richtte zich op de "oude" muziek vanaf de middeleeuwen, met de nadruk op de barokmuziek, en dit in muziekhistorisch verantwoorde uitvoeringen. Een van de eerste belangrijke producties van het label was die van de complete orgelwerken van Johann Sebastian Bach door organist Helmut Walcha. Ook Karl Richter en Fritz Lehmann brachten in de beginperiode platen uit op Archiv Produktion. Later verschenen op het label artiesten en ensembles die zich op de authentieke uitvoeringspraktijk toelegden, waaronder The English Concert onder Trevor Pinnock; organist Simon Preston; Musica Antiqua Köln onder Reinhard Goebel; Malcolm Bilson met alle klavierconcerto's van Mozart op fortepiano; John Eliot Gardiner met The English Baroque Soloists, het Monteverdi Choir en het Orchestre Révolutionnaire et Romantique; Les Musiciens du Louvre onder Marc Minkowski; Il Complesso Barocco onder Alan Curtis; en de Gabrieli Consort and Players onder Paul McCreesh.
Archiv stond van 1948 tot 1957 onder leiding van Fred Hamel. Hij werd van 1958 tot 1968 opgevolgd door Hans Hickmann (Rosslau, 1908 - Blandford Forum, 1968), die hoogleraar was aan de Universiteit van Hamburg, en zich toelegde op de muziek van Bach en Händel.  Andreas Holschneider (°1931) was directeur van 1970 tot 1991.  Vanaf 1992 leidde Peter Czornyj (°1956) het label.